# Hajime Kamoshida
Œuvres principales
Sakurasou no Pet na Kanojo, Seishun Buta Yarou Series
Hajime Kamoshida (鴨志田 一, Kamoshida Hajime, né le 11 avril 1978) est un romancier japonais. Ses œuvres les plus connues sont les séries de Light novel The Pet Girl of Sakurasou et Rascal Does Not Dream of Bunny Girl Senpai, qui ont fait l'objet d'adaptations en manga et en anime. Son premier ouvrage est Saga of a World Without God (神無き世界の英雄伝) en 2007.

## Œuvres

### Light Novel
- Kaguya : Tsuki no Usagi no Gin no Hakobune (2007-2008)
- Houkago Idol (2010)
- The Pet Girl of Sakurasou (2009-2014)
- Rascal Does Not Dream of Bunny Girl Senpai (2014-aujourd'hui)

### Anime
- The Pet Girl of Sakurasou (2012-2013) - créateur original, scénariste
- M3 : The Dark Metal (2014) - scénariste
- Selector Spread WIXOSS (2014) - scénariste
- Mobile Suit Gundam : Iron-Blooded Orphans (2015-2017) - scénariste
- Just Because! (2017) - composition de la série, scénariste[2]
- Rascal Does Not Dream of Bunny Girl Senpai (2018) - créateur original
- Tawawa on Monday 2 (2021) - scénariste[3]
- Synduality (2023) - ébauche de l'histoire originale[4]

### Manga
- Mobile Suit Gundam : Iron-Blooded Orphans Steel Moon (2014-2018)
- Tora Kiss : L'Odyssée de l'école (2012-2014)
- Mobile Suit Gundam Eight (à confirmer)[5]